# Fabienne Vonier
Fabienne Vonier, née le 4 mars 1947 à Dakar au Sénégal et morte le 30 juillet 2013 à Pizay en France des suites d'une longue maladie , est une productrice et une distributrice de film française opérant sur le marché français, fondatrice de la société Pyramide Distribution.

## Biographie
Après des études en droit et sciences politiques à Strasbourg, elle y exploite de 1972 à 1981 Le Club, salle de cinéma de Louis Malle. Elle crée dans cette ville Les Semaines européennes de cinéma d'Art et Essai, puis rejoint le réseau UGC. 
En 1985, elle entre chez MK2 comme directrice de la distribution, puis fonde la société de distribution Pyramide Distribution, avec Louis et Vincent Malle, Francis Boespflug (son mari), Claudie Cheval et Michel Seydoux. Cette société produit les films de Louis Malle, Alain Resnais, Tonie Marshall et distribue ceux de Youssef Chahine, Nikita Mikhalkov, Sean Penn, Woody Allen, Elia Suleiman, Aki Kaurismäki et Fatih Akın. La société Pyramide Distribution a pour logo les Pyramides de Gizeh, complétées d'une signature en lettres blanches. C'est cette image qui ouvre la projection des films. Cette signature est celle de Youssef Chahine, auteur du plan et qui entretenait de bonnes relations avec son distributeur français de film,,.
Fabienne Vonier se passionne aussi pour la production, qui lui permet de travailler de plus près encore avec les créateurs. Elle produit  une quarantaine de films, notamment de Claire Denis, Benoit Jacquot, Alain Cavalier, Denys Arcand, Ismaël Ferroukhi ou Fatih Akın,.
Elle a été l'une des membres du Club des 13. 
Elle avait fait une petite apparition dans La Vie de bohème, réalisé par Aki Kaurismäki en 1992.

## Filmographie

### En tant que productrice
- 1990 : S'en fout la mort, de Claire Denis
- 1991 : Le Porteur de serviette, de Daniele Luchetti
- 1991 : La Vie de bohème, d'Aki Kaurismäki
- 1994 : Les Leningrad Cowboys rencontrent Moïse, d'Aki Kaurismäki
- 1994 : J'ai pas sommeil, de Claire Denis
- 1995 : Carrington, de Christopher Hampton
- 1998 : Jeanne et le Garçon formidable, d'Olivier Ducastel et Jacques Martineau
- 1998 : L'École de la chair, de Benoît Jacquot
- 2000 : La Fausse Suivante, de Benoît Jacquot
- 2000 : Drôle de Félix, de Olivier Ducastel et Jacques Martineau
- 2001 : Betelnut Beauty (Ai ni ai wo), de Lin Cheng-sheng
- 2001 : Beijing Bicycle (Shiqi sui de dan che), de Wang Xiaoshuai
- 2001 : La Répétition, de Catherine Corsini
- 2002 : L'homme sans passé, d'Aki Kaurismäki
- 2002 : Au plus près du paradis, de Tonie Marshall
- 2002 : Le Baiser de l'ours (Bear's Kiss), de Sergei Bodrov
- 2003 : Les Invasions barbares, de Denys Arcand
- 2003 : France Boutique, de Tonie Marshall
- 2003 : Blue Gate Crossing, de Yee Chih-Yen
- 2004 : Lila dit ça, de Ziad Doueiri
- 2005 : Habana Blues, de Benito Zambrano
- 2005 : Une romance italienne, de Carlo Mazzacurati
- 2005 : Buenos Aires 100 km, de Pablo José Meza
- 2005 : Les Mauvais Joueurs, de Frédéric Balekdjian
- 2005  : Bab El-Oued City, de Merzak Allouache
- 2005 : Geisha, d'Anne Gilles (court-métrage)
- 2005 : Le Filmeur, d'Alain Cavalier
- 2006 : Qui de nous deux, de Charles Belmont
- 2006 : Love of May, de Hsu Hsiao Ming
- 2006 : J'invente rien, de Michel Leclerc
- 2006 : Les Climats (Iklimler), de Nuri Bilge Ceylan
- 2006 : Transylvania, de Tony Gatlif
- 2006 : Les Lumières du faubourg, d'Aki Kaurismäki
- 2006 : Je m'appelle Elisabeth, de Jean-Pierre Améris
- 2006  : Les Ambitieux, de Catherine Corsini
- 2007 : Mientras tanto, de Diego Lerman
- 2007 : XXY, de Lucia Puenzo
- 2009 : Les Trois Singes, de Nuri Bilge Ceylan
- 2009 : Partir, de Catherine Corsini
- 2009 : Irène, d'Alain Cavalier
- 2010 : Soul Kitchen, de Fatih Akın
- 2011 : Les Hommes libres, de Ismaël Ferroukhi
- 2011 : Le Havre, d'Aki Kaurismäki
- 2012 : Trois mondes, de Catherine Corsini
- 2019 : Les Moissonneurs d'Etienne Kallos

## Décorations
- Officière de la Légion d'honneur (2012)[6]